# ورزش ارمنی‌ها در امپراتوری عثمانی
ارمنیان در امپراتوری عثمانی قبل از نسل‌کشی که با برنامه‌ریزی و از پیش طراحی شده دولت برای حذف ملت ارمنیان از سرزمینهای باستانی خود انجام شد، نقش مهمی در زندگی اجتماعی، اقتصادی، فرهنگی، در آن امپراتوری ایفا کردند. در اوایل قرن بیستم این ارمنیان بودند که به فکر راه اندازی باشگاه‌های ورزشی و ژیمناستیک (نمونه‌ای آنچه که در کشورهای پیشرفته اروپای غربی وجود داشت) افتادند، تحت حکومتی که فعالیت‌های ورزشی را به شدت ممنوع کرده و مجازات سنگینی را برای آن وضع نموده بود.
ده‌ها باشگاه ورزشی و سازمان پیشاهنگ متعلق به ارمنیان در شهرهای قسطنطنیه، وان، ترابزون و آدانا وجود داشت. در آستانه جنگ جهانی اول حدود ۴۰ باشگاه ورزشی متعلق به ارمنیان که در ورزش‌های (دو و میدانی- دوچرخه‌سواری- پرتاب وزنه- شمشیربازی- فوتبال- هاکی و ژیمناستیک) در شهر قسطنطنیه فعالیت می‌کردند.

## تاریخ

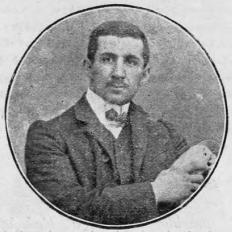
شاوارش کریسیان مؤسس روزنامه مارمنامارز

برای اولین بار در تاریخ ترکیه در بازیهای المپیک دو ورزشکار ارمنی به نمایندگی از ترکیه در پنجمین بازیهای المپیک در استکهلم (سوئد) در سال ۱۹۱۲ شرکت نمودند آن دو ورزشکار به نام‌های واهرام پاپازیان و مکردیچ مکریان بودند که توانستند قهرمانی و پیروزی‌های متعددی را کسب نمایند.
البته ارمنیان، ترکیه عثمانی در مسابقات بین المللی برون مرزی به عنوان یک تیم چند ملیتی شرکت می‌کردند. از سال ۱۹۱۱ تا ۱۹۱۴ میلادی ۴ دوره (بازیهای المپیک ارمنیان) و یک دوره (بازیهای المپیک کیلیکیه) با مشارکت همه باشگاه‌های ورزشی ارمنیان در ترکیه برگزار شد و به برندگان مسابقات مدال نقره اهدا می‌کردند. ارمنیان اولین باشگاه فوتبال و کلاس آموزش فوتبال را در سال ۱۹۰۸ میلادی در شهر قسطنطنیه تأسیس نمودند و بعدها در سالهای ۱۹۱۰- ۱۹۱۱-۱۹۱۴ در شهر سمیرنا (ازمیر) و شهرهای دیگر باشگاه‌های جدیدی را تأسیس نمودند. معروفترین آنها (باشگاه فوتبال «دورک» که اولین باشگاه فوتبال بود و باشگاه‌های «شاوارشان» – «آراکس») را می‌توان نام برد.
ایده ایجاد یک لیگ فوتبال مختص ارمنیان برنامه‌ریزی شده بود ولی به علت شروع جنگ جهانی اول و سیاست نسل‌کشی ارمنیان به دست دولت ترکیه عثمانی و به قتل رسیدن بسیاری از ورزشکاران ارمنی در قرن بیستم هیچ وقت آن ایده محقق نشد.
«مارمنامارز» از سال ۱۹۱۱ تا ۱۹۱۴ شاوارش کریسیان روزنامه ورزشی به زبان ارمنی به نام
به معنی ورزش در ارمنیان را چاپ می‌نمود.